# El Judici Final (Memling)
El Judici Final és un tríptic de Hans Memling exposat al museu Narodowe de Gdańsk. Sobre el plafó central, Crist i sant Miquel trien les ànimes dels morts. Al panell esquerre, els escollits pugen al cel, mentre que al de la dreta els condemnats cauen a l'infern. La part exterior, visible amb el tríptic tancat, el panell de l'esquerra, figura el comitent Angelo Tani, i al revers del de la dreta, la seva esposa, Catarina di Francesco Tanagli.

## Suport i tècnica
El Judici Final és un tríptic pintat a l'oli sobre taula de roure. La casella central mesura 221 × 161 cm (242 × 180,8 cm amb el marc) i les dues caselles laterals 223,5 × 72,5 cm (242 × 90 cm amb el marc). Va ser objecte d'una restauració el 1851.

## El comitent
El comitent del tríptic va ser el banquer florentí Angelo Tani (1415-1492). Tani era un home de confiança del banc dels Mèdici. Havia estat el director de la filial a Bruges del banc des de 1455 a 1469. Hi treballava encara el 1471, però el seu anterior adjunt, Tommaso Portinari, l'havia substituït com a director. Entretant, havia estat enviat a Londres per verificar els comptes de la sucursal anglesa.
A falta de documents, s'ha deduït la data de realització per l'encàrrec del tríptic de 1467, l'any del matrimoni d'Angelo Tani amb Caterina di Francesco Tanagli, l'any també en què va redactar el seu testament. El quadre era sens dubte destinat a l'església conventual de Fiesole, a la Badia Fiesolana, on posseïa una capella (com els altres quatre directors de sucursals del banc dels Mèdici) dedicada a sant Miquel. Aquest és justament present sobre dos dels panells del tríptic: tria les ànimes dels morts al panell central, i al revers del panell dret, Catarina di Francesco Tanagli prega davant la seva imatge.
El Judici Final va ser sens dubte acabat abans de 1471: Catarina di Francesco Tanagli va donar a llum aquell any al seu primer fill, i Memling hauria fet sens dubte al·lusió d'una manera o d'una altra a aquesta maternitat al tríptic, si encara hi hagués treballat. Va caldre esperar tanmateix 1473 perquè el tríptic deixés Bruges de viatge cap a Itàlia.

## De Bruges a Gdansk
El 1473 el tríptic va ser embarcat en un galiot (el Matteo) noliejat per Tomás Portinari, banquer i nou agent a Bruges dels Mèdici i que feia la ruta Bruges-Pisa-Constantinoble. El vaixell navegava en direcció a Itàlia amb escala a Londres; portava pavelló de Borgonya i el menava un capità francès. Amb tot, el 27 d'abril de 1473 el corsari alemany Paul Benecke aprofitant que la poderosa Lliga Hanseàtica estava en guerra amb el rei d'Anglaterra va capturar el vaixell i va posar el Judici Final a disposició dels seus armadors de Dantzig, Sidinghusen, Valandt i Niverhoff. L'obra de Memling, mitjançant un intermediari, va ser traslladada a Gdańsk i ubicada a la capella de la confraria de Sant Jordi de l'església de Santa Maria. Les reclamacions del duc de Borgonya i del papa Sixt IV a instàncies dels Medici i dels armadors italians del Matteo, no varen produir cap efecte.
La ciutat al segle xvi, es va resistir a la temptació de l'or, quan l'emperador Rodolf II, expert i col·leccionista d'art, va voler comprar l'altar per una important quantitat. Els habitants de Gdansk no es varen mostrar interessats i l'operació mai va tenir lloc. El 1717 un altre amant de l'art va tractar d'adquirir el "Judici Final". El tsar Pere I, a través d'esforços diplomàtics volia persuadir la ciutat protestants que utilitzava una imatge de contingut catòlic.
El tríptic es va quedar a Dantzig fins al 1807 on va ser confiscat per les tropes napoleòniques. Va arribar llavors a París al museu Napoléon, nom de l'actual museu del Louvre sota el Primer Imperi Francès. El 1815, un batalló de la guardia de Poméranie se'n va apoderar i el va portar a Berlín. L'Acadèmia dels Arts de Berlín (Berliner Kunstakademie) va voler conservar-lo i oferia a canvi una còpia de la Verge Sixtina de Rafael i tres borses d'estudis per a joves artístes de Dantzig. L'operació va encallar i el Judici Final va retornar a Gdańskl'any següent.
El setembre de 1939, la ciutat lliure de Gdańsk va ser annexionada per Alemanya, preludi de la segona guerra mundial. Sis anys més tard, les tropes soviètiques eren a les portes de la ciutat. Els soldats alemanys es van retirar fins a Turíngia, portant amb ells el tríptic de Memling. Va ser recuperat pels soviètics, i enviat al museu de l'Ermitage, a Leningrad (l'actual Sant Petersburg). Va caldre esperar fins a 1956 perquè fos restituït altre cop a la ciutat de Gdańsk.

## El plafó central

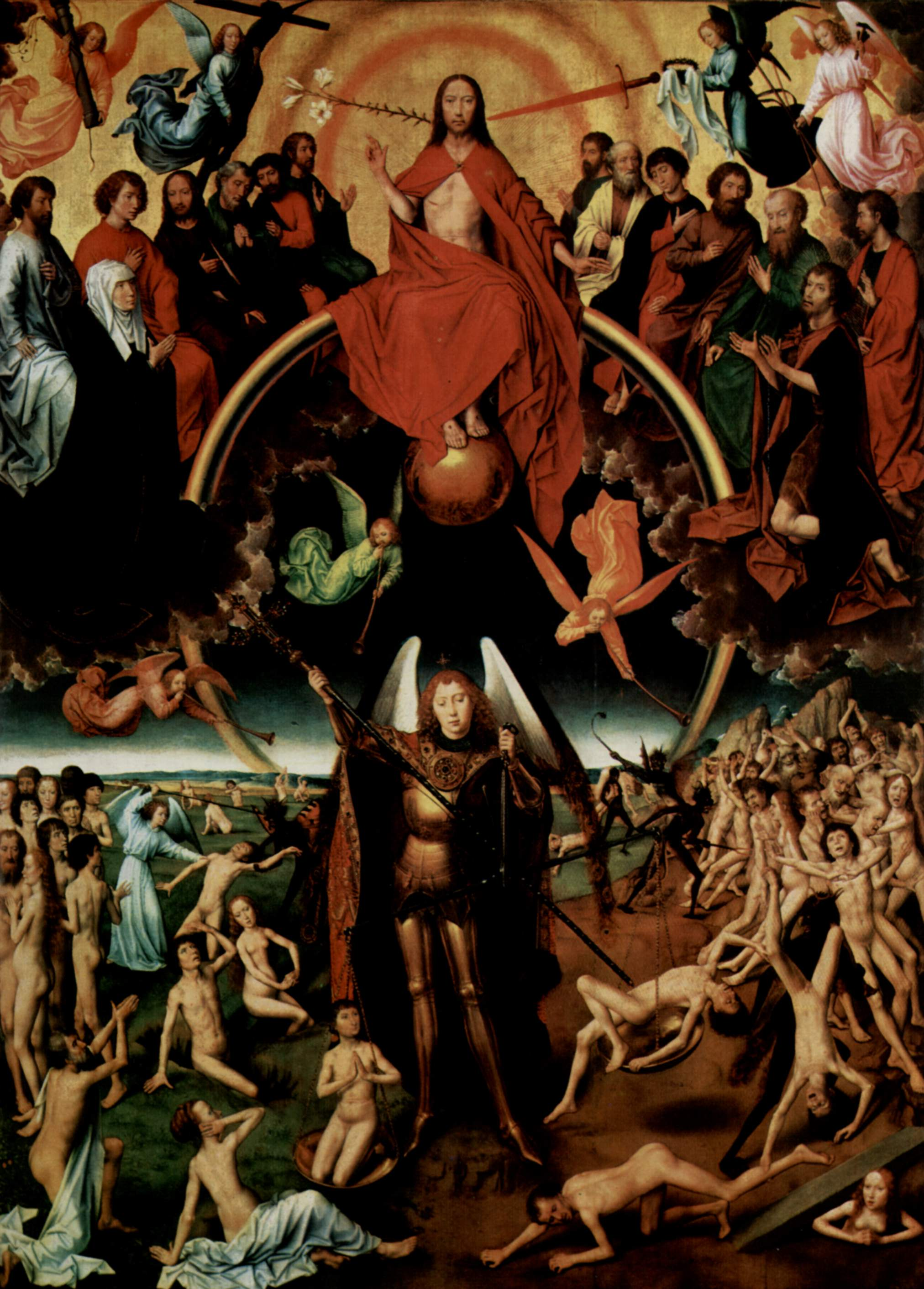
El Judici Final, plafó central

Memling emula al plafó central la composició d'El Judici Final de Rogier van der Weyden.
Crist és representat com a majestat, de cara, descansant els seus peus sobre un globus terraqüi, transposició cristiana de la imatgeria imperial romana des de Constantí. De la seva boca surten una espasa i un lliri, que simbolitzen la justícia i la misericòrdia. Està entronitzat sobre un arc de sant Martí, símbol de reconciliació entre Déu i la humanitat. Està envoltat dels dotze apòstols, Maria i sant Joan Baptista, que intercedeixen en favor dels humans. Sobre ells uns àngels porten els instruments de la passió.
Sota, sant Miquel pesa les ànimes dels morts. Va vestit amb la seva armadura de guerrer. És el cap la milícia celestial, al capdavant de la qual ha triomfat sobre els àngels rebels. Sobre una de les plates de la seva bàscula, un escollit, sobre l'altre un desgraciat, qui és tirat pels cabells cap a l'Infern. En aquesta figura s'ha volgut veure la imatge de Tommaso Portinari. Als seus peus els morts surten de la seva tomba, encara embolicats de la seva mortalla.

## El panell esquerre
Sant Pere acull els escollits mentre uns àngels els donen roba. «Troben la dignitat dels seus atributs que tenien quan eren vius. La processó puja per una escala de cristall cap a una portada d'arquitectura gòtica, inspirada en el Judici Final de l'alemany Stephan Lochner. Memling, també d'origen alemany, hauria estudiat les seves obres abans de marxar a Flandes. Un papa del qual la tiara sobresurt sobre els caps ja ha atès la portada, control d'un cardinal i d'un bisbe a qui es torna la seva mître. Els escollits són acollits per àngels músics envoltats d'una mena d'halo lluminós.

## El panell dret
Els cossos dels condemnats són precipitats al remolí de les flames de l'infern per dimonis híbrids i zoomorfs tenint «tota mena d'armes i d'instruments de tortura envermellidors.»

## Exterior del panell dret
Aby Warburg ha identificat el blasó (llei, banda, adornat amb tres tenalles) de Caterina Tanagli agenollada davant l'estàtua de sant Miquel.

## Exterior del panell esquerre
Angelo Tani resa davant una estàtua de la Verge amb el Nen.